# 達維德基 (科羅斯堅區)
達維德基（烏克蘭語：Давидки），是烏克蘭的村落，位於該國北部日托米爾州，由科羅斯堅區負責管轄，始建於1682年，面積1.15平方公里，海拔高度191米，2001年人口210，人口密度每平方公里183.25人。

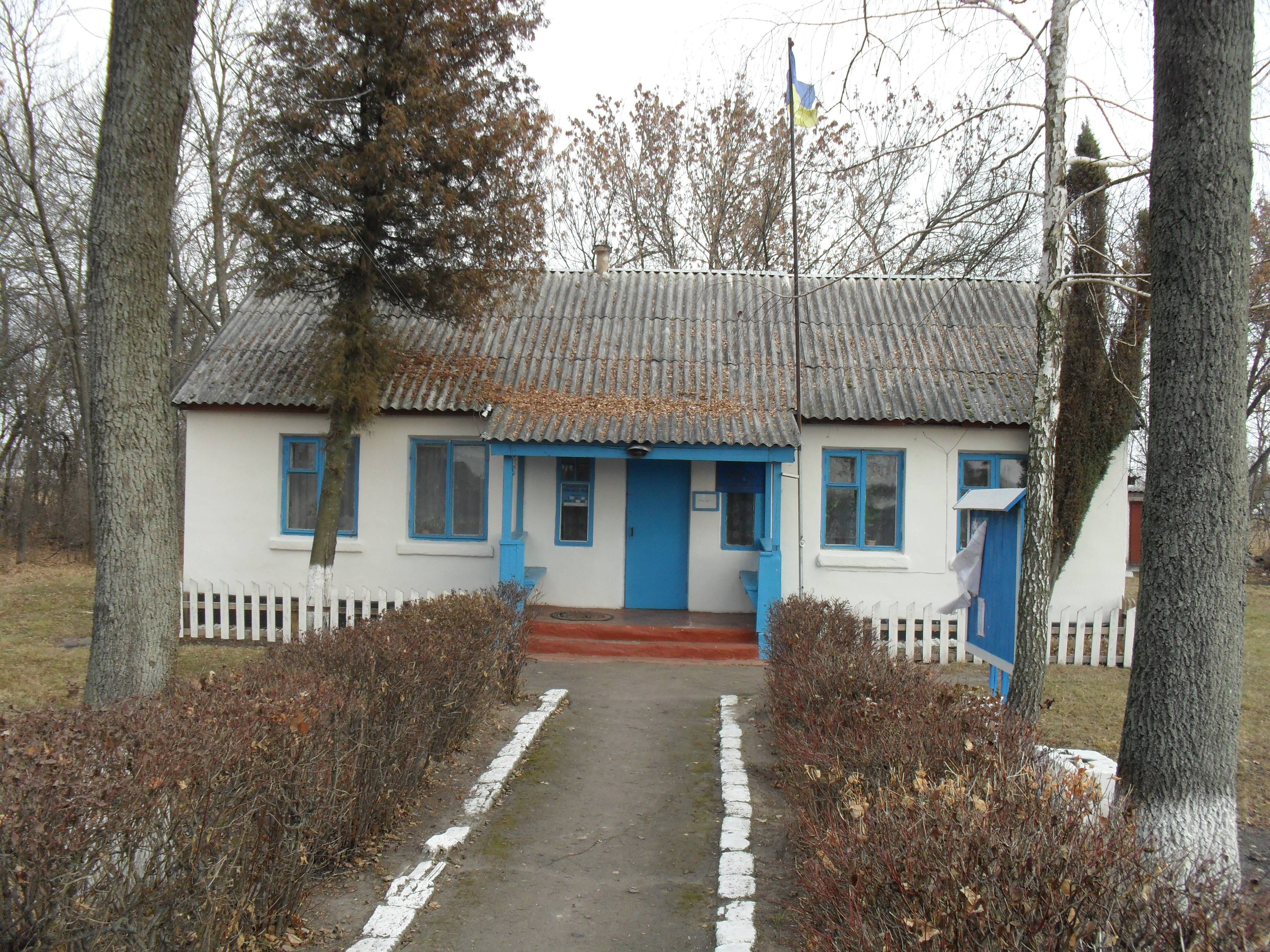
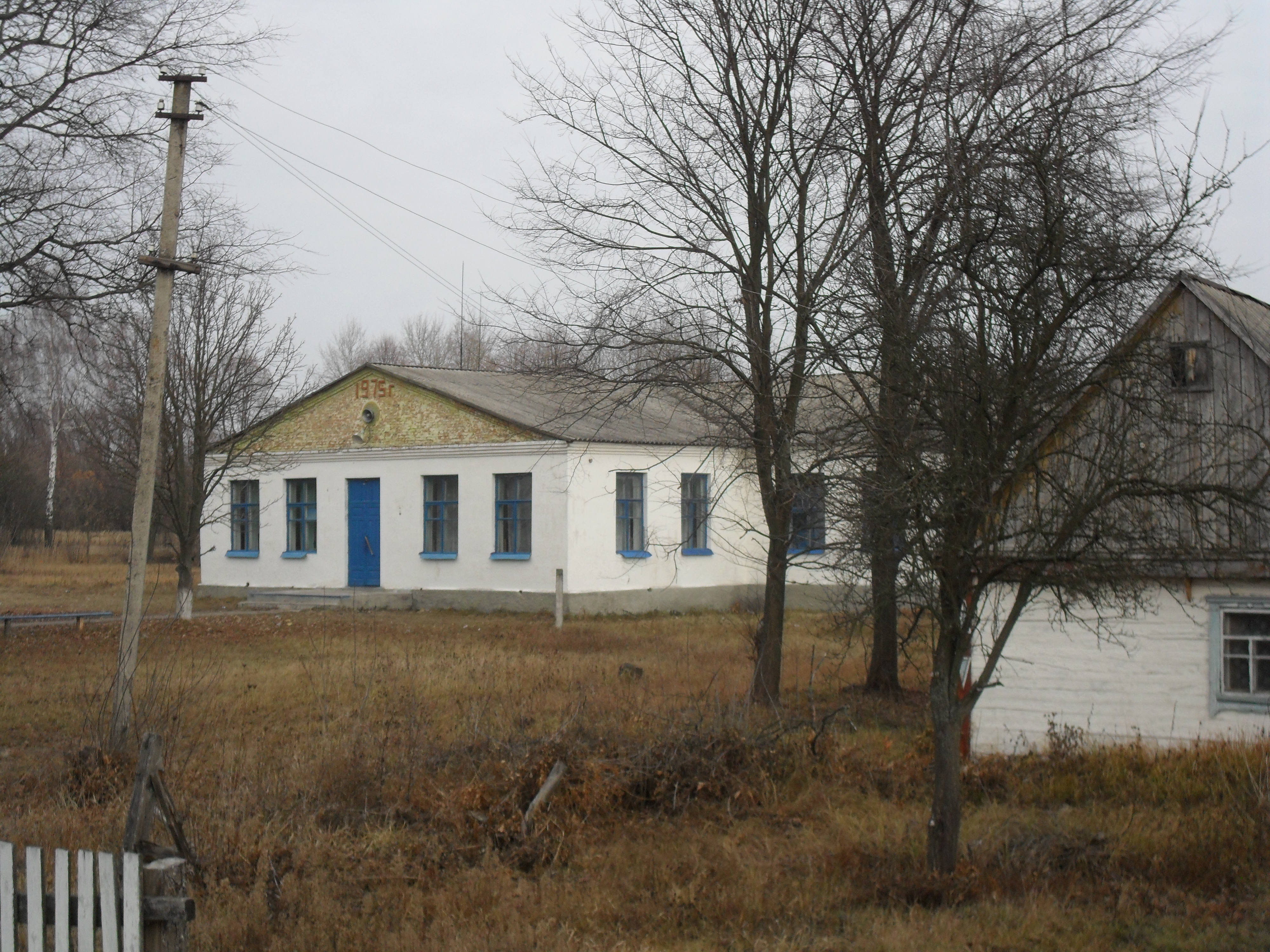

50°56′56″N 28°26′19″E / 50.94889°N 28.43861°E